# Пустка під назвою мир
Пустка під назвою мир (англ. A Desolation Called Peace)  — науково-фантастичний роман, космічної опери Аркаді Мартін. Є продовженням книги «Пам'ять імперії» та другий роман із серії «Тейскалаан» (англ. Teixcalaan).

## Сюжет
Через кілька місяців після подій книги «Пам'ять імперії» інопланетні сили вбивають промислову колонію імперії Тейскалаанлі. Адмірал  Найн Гібіскус, якому доручено протистояти загрозі, просить спеціаліста Міністерства інформації спробувати зв’язатися з незбагненним ворогом. Цим спеціалістом є Три Морські Трави (англ. Three Seagrass), нині старший чиновник Імперії, яка таємно перебирається на лінію фронту через станцію Лсел. Там вона переконує свого колишнього соратника і все ще номінального посла в Імперії, Махіта Дзмаре, супроводжувати її. Махіт користується шансом уникнути зростаючої небезпеки, що виникає через конфлікти між фракціями на Лселі, і отримує завдання від одного з лідерів Лсела спробувати продовжити війну Імперії з прибульцями.
У флоті Nine Hibiscus дві жінки розробляють методи спілкування з інопланетянами та попутньо відновлюють їхні романтичні стосунки. За допомогою ад’ютанта Nine Hibiscus, Двадцятої Цикади, вони встановлюють лінію зв’язку з ворогом, який виявляється груповим розумом, та не розуміє особистості людей. Їхнє крихке перемир'я було майже зірвано, коли бунтівний підлеглий атакує зброєю масового знищення одну з рідних планет ворога. Але втручання Восьмого Антидота (англ. Eight Antidote), молодого спадкоємця імператора, у столицю, дозволяє Nine Hibiscus зупинити атаку.

## Теми в романі
Продовжуючи теми з першої книги, «Пустка під назвою мир» торкається питань завоювання та колоніалізму, способи налагодження комунікації, а також особистого зв’язку з культурою та інституціями. The book also introduces new themes such as collective consciousness. Книга також відкриває нові теми, такі як колективна свідомість.

## Рецензії
У своїй рецензії на BookPage Ноа Фрам порівнює як дебют Мартіна продемонстрував талант у створенні захоплюючої оповіді, поєднуючи гумор і неперевершений світогляд, з більш розумним тематичним дослідженням у Пустці під назвою Мир, де, за його словами, представлені «деякі з найрозумніших і найелегантнішії образів у сучасній науковій фантастиці». 
Сайт-агрегатор книжкових рецензій Book Marks оцінив Пустку як «Rave» на основі оглядів шести професійних публікацій.